# La grande partita
La grande partita (Pawn Sacrifice) è un film del 2014 diretto da Edward Zwick e sceneggiato da Steven Knight.
Il film ha per protagonisti Tobey Maguire e Liev Schreiber nei panni dei campioni di scacchi Bobby Fischer e Boris Spasskij. Il film ha ricevuto recensioni perlopiù positive, con particolari elogi da parte della critica sulla performance di Tobey Maguire.

## Trama
Il campione di scacchi Bobby Fischer si prepara per la finale del titolo mondiale di scacchi in Islanda, dove affronterà il campione russo Boris Spasskij dopo varie crisi morali ed una accusa di complotto nei confronti degli scacchisti russi. La loro sfida passerà alla storia come l'incontro del secolo.

## Produzione
La produzione del film è iniziata ai primi di ottobre 2013 a Reykjavík, in Islanda. A metà ottobre le riprese si sono spostate a Montréal, Canada, e sono terminate a Los Angeles nel dicembre del 2013.

## Distribuzione
Il film è stato presentato in anteprima mondiale al Toronto International Film Festival nel settembre 2014.

## Accoglienza

### Critica
Sull'aggregatore di recensioni Rotten Tomatoes, il film ha una valutazione del 72% sulla base di 115 recensioni, con una valutazione media di 6,41/10.

### Incassi
Il film ha incassato in totale 6 milioni di dollari di cui 2,4 nel Nord America, a fronte di un budget di 19 milioni.